# Ключ 80
| 毋                     | 毋              | 毋              |
| ---------------------- | --------------- | --------------- |
| 79                     | 80              | 81              |
| Піньінь:               | wú              | wú              |
| Чжуїнь:                | ㄨˊ             | ㄨˊ             |
| Вейд-Джайлз:           | wu2             | wu2             |
| Ютпхін:                | mou4            | mou4            |
| Он:                    |                 |                 |
| Кун:                   |                 |                 |
| Кандзі:                | 母 haha, nakare | 母 haha, nakare |
| Хун:                   | 말 mal          | 말 mal          |
| Им:                    | 무 mu           | 무 mu           |
| Індекс у Вікісловнику: | 毋              | 毋              |

Ключ 80 — ієрогліфічний ключ, що означає матір є одним із 34 (загалом існує 214) ключів Кансі, що складаються з чотирьох рисок.
У Словнику Кансі 16 символів із 40 030 використовують цей ключ.

## Символи, що використовують ключ 80

Як писати ієрогліф.

| без додаткових | 毋 毌 |
| 1 додаткова    | 母    |
| 2 додаткові    | 毎    |
| 3 додаткові    | 每 毐 |
| 4 додаткові    | 毑 毒 |
| 9 додаткових   | 毓    |